# اکاگراتا
اکاگراتا (سانسکریت: एकाग्रता) تمرکز ذهن بر یک نقطه. یوگا بر تمرین منظم مدیتیشن (ابهیاسا) و نظم و انضباط خودخواسته برای به دست آوردن ekāgratā دارد.

## بررسی اجمالی
توانایی به نام ekāgratā را می‌توان با یکپارچه‌سازی جریان روانی-ذهنی (sarvārthatā) افزایش داد تا فرد آگاهی معطوف به اراده را به دست آورد. اگر بدن در وضعیت حداقل انرژی یا اگر تنفس نامناسب باشد، دستیابی به آن دشوارتر است.
برهما سوترا های Badarayana (فصل ۳) از ekāgratā به معنای تمرکز یاد می‌کند: به نظر می‌رسد که این کیفیت حاصل از اعمالی است، که به اختصار در Brihadaranyaka Upanishad و Chandogya Upanishad ذکر شده‌است.
بر اساس باگاواد گیتا، جوینده حقیقت باید با ذهنی متمرکز بر خداوند (machchittāh) و غرق در او (matparāh) مراقبه کند. این اکاگراتا است. اصطلاح nityayuktāh درباره رهروانی گفته می‌شود که ذهن خود را بی وقفه معطوف به خدا نگه می‌دارند.
پاتانجلی اهمیت سکوت درون و وضعیت اکاگراتا، را برجسته می‌کند.